# Kalonda
Kalonda je obec v okrese Lučenec na Slovensku. Leží na slovensko–maďarské hranici. Severozápadním územím obce protéká řeka Ipeľ.

## Historie
Obec byla poprvé písemně zmíněna v roce 1238, a to jako Kalanda. V roce 1828 zde bylo 46 domů a 481 obyvatel zaměstnaných jako rolníci. Do roku 1918 byla obec součástí Uherska. V letech 1938 až 1944 byla kvůli první vídeňské arbitráži součástí Maďarska. Při sčítání lidu v roce 2011 žilo v Kalondě 216 lidí, z toho 116 Maďarů, 78 Slováků, dva Romové a jeden Ukrajinec. 19 obyvatel neuvedlo žádné informace o své etnické příslušnosti.

## Pamětihodnosti
- Římskokatolický kostel sv. Emmericha, postavený v roce 1949 ve funkcionalistickém stylu; stavba nahradila starší klasicistní kostel z roku 1854 a věž z roku 1895, které byly zničeny německými vojsky ve 2. světové válce. V předsíni nového kostela je druhotně osazen náhrobek z roku 1504, pocházející ze starého kostela[2]
- Památník obětí 1. a 2. světové války[2]
- Památník občanům vystěhovaných v roce 1948[2]

## Doprava

### Silniční doprava
Kalonda leží na slovenské silnici II/594 mezi Lučencem a maďarskými hranicemi. Je zde hraniční přechod.

### Železniční doprava.

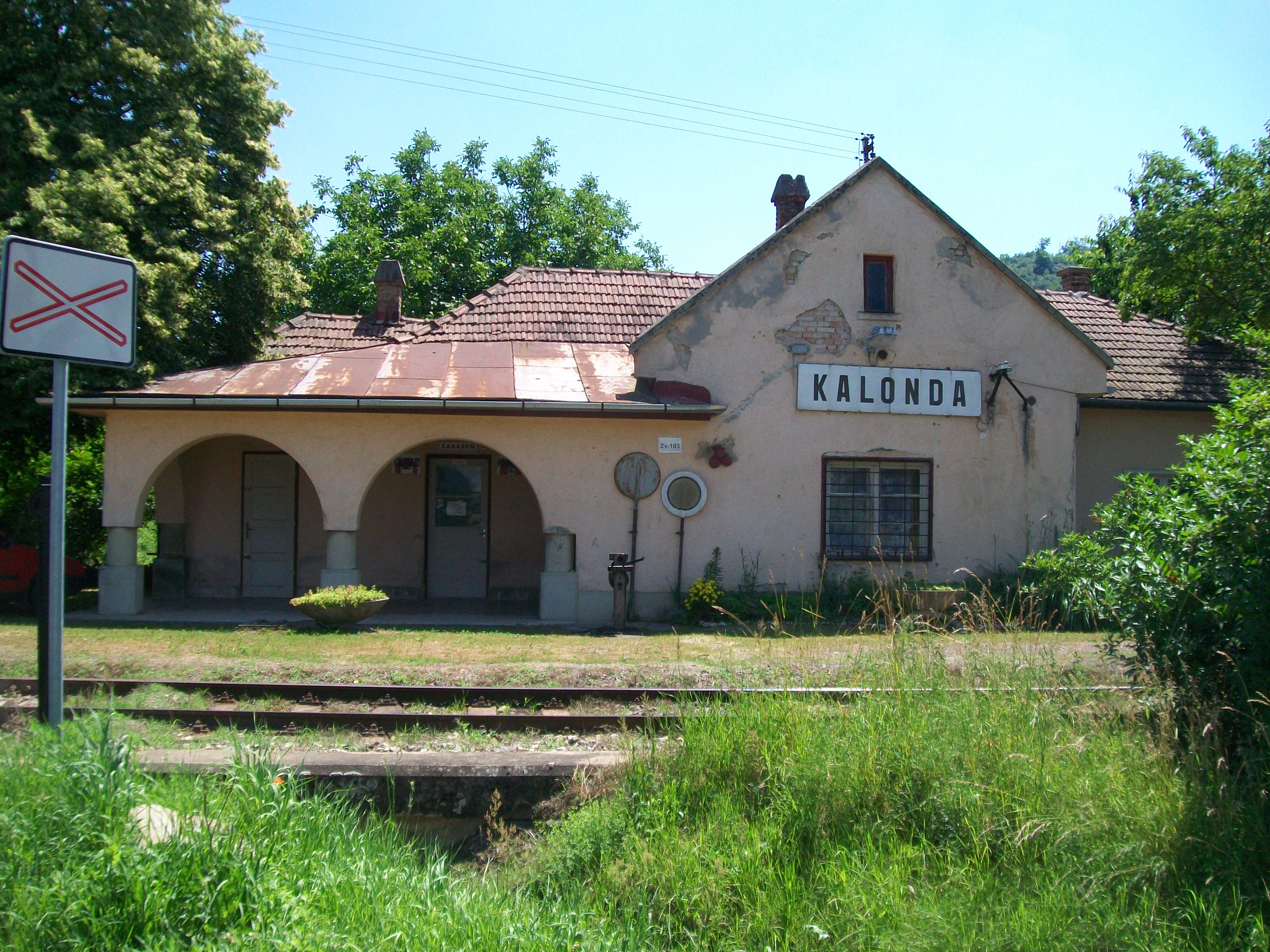
Železniční stanice Kalonda

Je zde zastávka na železniční trati Lučenec–Kalonda–Veľký Krtíš, na které však od roku 2003 nejezdí pravidelná osobní doprava.